# Taylor Sander
Pour les articles homonymes, voir Sander.
Taylor Lee Sander est un joueur américain de volley-ball né le 17 mars 1992 à Fountain Valley, en Californie. Il a remporté avec l'équipe des États-Unis la médaille de bronze du tournoi masculin aux Jeux olympiques d'été de 2016 à Rio de Janeiro.

## Palmarès

### En club
- Ligue des champions :
  - Finaliste : 2018.
- Challenge Cup :
  - Vainqueur : 2016.
- Championnat du monde des clubs :
  - Finaliste : 2017.
- Championnat sud-américain :
  - Vainqueur : 2019.
- Championnat de Chine :
  - Finaliste : 2017.
- Championnat d'Italie :
  - Finaliste : 2018.
- Coupe du Qatar :
  - Vainqueur : 2017.
- Coupe du Brésil :
  - Vainqueur : 2019.

### En sélection
- Ligue des nations :
  - Finaliste : 2019.
- Ligue mondiale :
  - Vainqueur : 2014.
- Championnat d'Amérique du Nord :
  - Vainqueur : 2017.
- Coupe panaméricaine :
  - Vainqueur : 2012.
- Championnat d'Amérique du Nord :
  - Vainqueur : 2010.
- Championnat d'Amérique du Nord :
  - Vainqueur : 2008.